# Na obali rijeke (1986.)
Na obali rijeke je američki dramski film iz 1986. koji se temelji na stvarnom slučaju ubojstva iz 1981.g. Film je režirao Tim Hunter, a scenarij napisao Neal Jimenez. U filmu glume Crispin Glover, Keanu Reeves, Ione Skye, Daniel Roebuck i Dennis Hopper.
Film je dobio nagradu Independent Spirita za najbolji film.

## Vanjske poveznice
- Na obali rijeke na All Movie
- Na obali rijeke na Rotten Tomatoes
- Henry A. Giroux, River's Edge and postmodern education  Arhivirana inačica izvorne stranice od 9. travnja 2018. (Wayback Machine)